# Ново Лески
Но̀во Лѐски (местно произношение Ново Ляски) е село в Югозападна България. То се намира в община Хаджидимово, област Благоевград.

## Население

### Етнически състав
Преброяване на населението през 2011 г.
Численост и дял на етническите групи според преброяването на населението през 2011 г.:
|                     | Численост |
| Общо                | 482       |
| Българи             | 338       |
| Турци               | -         |
| Цигани              | -         |
| Други               | 98        |
| Не се самоопределят | 3         |
| Неотговорили        | 43        |

## География
Ново Лески се намира между селата Мосомище и Копривлен. Също така се намира между градовете Гоце Делчев и Хаджидимово. Селото е заобиколено от красива природа, има борова гора и чешма с минерална вода.

## История
В „Етнография на вилаетите Адрианопол, Монастир и Салоника“, издадена в Константинопол в 1878 година и отразяваща статистиката на населението от 1873 година, Ляски (Liaski) е посочено като село със 75 домакинства и 260 жители българи. В 1889 година Стефан Веркович („Топографическо-этнографическій очеркъ Македоніи“) отбелязва Ляски като село със 72 български къщи. Църквата „Свети Георги“ в селото е от началото на XIX век.
Старото село е било разположено в гънките на Пирин, но в търсене на по плодородна земя селището се измества 2 километра на изток, в началото на Неврокопското поле.
В 1891 година Георги Стрезов пише за селото:
| „ | Ляски, село при левия бряг на Топлица. – Пада на З от Неврокоп 1 1/4 ч. Земя плодородна във всичко. Месари в Неврокоп. Църква „Св. Георги“; четат смесено. Къщи 195 българе. | “ |

Според статистиката на Васил Кънчов („Македония. Етнография и статистика“) в края на XIX век в Ляски живеят 695 души, всички българи християни.
В рапорт до Иларион Неврокопски от 1909 година пише за Лески:
| „ | С. Лески... Старото село е разположено на старинно място в един дол. Близо до селото има гора дъбова. Селото има 186 български къщи. Населението се занимава със земеделие и скотовъдство. Земеделците работят почти цяло лято на полето. Нивите са повече турски. Някои от селяните се занимават с кираджилък до Сяр, Кавала, Драма. Около 20 души всяка година отиват в българия работници дюлгери. Хората са бедни, но трудолюбиви и способни. Църквата „Св. Георги“ е изградена през 1844 г. На същото място до църквата е и училището. | “ |

При избухването на Балканската война в 1912 година тринадесет души от Ляски са доброволци в Македоно-одринското опълчение.
В новото село в 1994 година е построена църквата „Свети Димитър“, а в местността Свети Илия е построен едноименен параклис. Селото има ансамбъл за народни песни и танци, който е известен с Лясковското хоро.

## Редовни събития
- Всяка година в деня на свети Христофор (22 май по стар стил) се покорява Лясковския връх (Свети Дух), прави се водосвет и курбан за здраве. Отслужва се и молебен за дъжд.
- На 6 май (Гергьовден) и на 15 август (Голяма Богородица) се посещава църквата „Свети Георги“ в Старо Лески и на двата празника се отслужва литургия и се прави водосвет и курбан за здраве. Има поверие, че човек, който с вяра пренощува в манастира на 14 срещу 15 август, се оправя от доста болежки.
- На 20 юли (Илинден) се посещава параклисът над селото, където се прави водосвет и курбан за здраве.
- На 26 октомври (Димитровден) е празникът на селото и новия му храм „Свети Димитър“.
- Запазени са обичаите коледуване, лазаруване и кукери.

## Личности
Родени в Лески
- Георги Атанасов, доброволец в четата на Иван Атанасов – Инджето през Сръбско-българската война в 1885 година[10]
- Димитър Попов (1864 - 1903), български революционер от ВМОРО
- Иван Попов (1871 – 1921), български военен и революционер
- Илия Ангелов, македоно-одрински опълченец, 26-годишен, четата на Стоян Мълчанков[11]
- Илия Гюдженов, ректор на Югозападен университет „Неофит Рилски“ между 1999 и 2007 г.
- Костадин Попниколов Боюклиев (1883 – 1962), български духовник, инициатор за преместването на Ляски в полето
- Никола Атанасов Боюклиев (? – 1913), български духовник, убит от гръцки разбойници
- Никола Атанасов, доброволец в четата на Иван Атанасов – Инджето през Сръбско-българската война в 1885 година[10]
- Стоян Ангелов, македоно-одрински опълченец, 33 (37)-годишен, земеделец, ІV отделение, четата на Дончо Златков, 1-ва рота на 13-а кукушка дружина[12]

## Кухня
- Типични за Ново Лески са баницата със сушен киселец‎ и чомлекът.